# Linia kolejowa 36 Kaposvár – Fonyód
Linia kolejowa Kaposvár – Fonyód – linia kolejowa na Węgrzech. Jest to linia jednotorowa, w całości nie  zelektryfikowana. Łączy Kaposvár z Fonyód.